# クライン体
クライン体（クラインたい、Solid Klein bottle）とは、主に位相幾何学において、クラインの壷を境界として持つ向き付け不可能な境界付き3次元多様体。

## 定義
まず、2次元円板 D2 と 単位閉区間 I の直積として円柱 D2×I をつくる。D2×Iに向きを与えると、その両端の円板（D2×{0} と D2×{1}）にも自然に向きがつく。ここでD2×{0} から D2×{1} への同相写像を考え、それによって移りあう点を同一視して得られる商空間を考える。このとき向きを逆にする同相写像によって円板の貼り合せを行うとトーラス体が得られるが、向きを保存するような同相写像を使って貼り合せを行って得られる3次元多様体をクライン体という。
境界（S1×I/{0}～{1}）はクラインの壺である。
次元を1つ下げると、つまり2次元円板のかわりに1次元円板（単位閉区間）を使って考えると、円柱ではなく長方形の向かい合う辺同士を貼り合せていることになり、できあがる多様体はトーラス体/クライン体ではなくアニュラス/メビウスの帯となる。

## 性質
クライン体は向き付け不可能な3次元多様体となる。また、一般に3次元多様体が向き付け不可能であるということは、近傍がクライン体になるような単純閉曲線をその多様体が持っていることと同値である。